# 四川卫矛
四川卫矛（学名：Euonymus szechuanensis）是卫矛科卫矛属的植物，是中国的特有植物。分布在中国大陆的四川等地，生长于海拔1,500米至2,600米的地区，多生长于山路旁侧和灌木林中，目前尚未由人工引种栽培。
其种加词“szechuanensis”意为“四川的”。